# Giovanni Giuliano
Giovanni Giuliano (Sanremo, 4 giugno 1949 – 11 marzo 2022) è stato un politico italiano, ex presidente della Provincia di Imperia.

## Biografia
Esponente di Forza Italia, dopo una carriera all'interno dell'ASL 1 Imperiese, si candida alle elezioni provinciali del 1999 come consigliere e a quelle del 2001 come Presidente della Provincia d'Imperia, vincendole. Viene rieletto Presidente della Provincia nel turno elettorale del 2006 (elezioni del 29-30 maggio), raccogliendo il 60,5% dei voti in rappresentanza di una coalizione di Centro-destra.
Il 18 gennaio 2010 il presidente Giuliano si è volontariamente dimesso per la sua candidatura nelle elezioni regionali del marzo 2010 a sostegno del candidato presidente Sandro Biasotti del Centro-destra. L'ente provinciale fu guidato fino alle nuove elezioni, contestuali alle elezioni regionali, dal commissario straordinario Umberto Calandrella, nominato il 21 gennaio.
Era sostenuto, in Consiglio provinciale, da una maggioranza costituita da:
- Forza Italia
- UDC
- Alleanza Nazionale
- Lega Nord

Nelle elezioni regionali del 28 - 29 marzo 2010, risulta non eletto al consiglio regionale. Risultano eletti in ordine di preferenza Marco Scajola (nipote dell'allora ministro Claudio Scajola) ed Alessio Saso, con Giovanni Giuliano primo dei non eletti.